# Кроткова, Елена Николаевна
Елена Николаевна Кроткова (бел. Алена Мікалаеўна Краткова; род. 10 августа 1973 года) — врач-организатор здравоохранения высшей квалификационной категории, кандидат медицинских наук, доцент. С 23.09.2020 г. по 06.12.2021 г. — являлась ректором учреждения образования «Гродненский государственный медицинский университет».

## Биография
Родилась 10 августа 1973 года в деревне Корвели, Островецкого района, Гродненской области.
В 1991 году с отличием окончила Слонимское медицинское училище, в 1997 с отличием — лечебный факультет Гродненского государственного медицинского института, специальность «Лечебно-профилактическое дело».
1998—2006 гг. — участковый врач-фтизиатр, заместитель главного врача по медицинской части в учреждении здравоохранения "Гродненский областной клинический центр «Фтизиатрия».
2006—2009 гг. — главный врач учреждения здравоохранения "Гродненский областной клинический центр «Фтизиатрия».
2006 г. — защитила диссертацию «Комплексное лечение больных туберкулезом легких с применением рекомбинантного интерлейкина-2» на соискание ученой степени кандидата медицинских наук, специальность «Фтизиатрия».
2006—2007 гг. — переподготовка на уровне высшего образования в БелМАПО по специальности «Организация здравоохранения».
2009—2018 гг. — главный врач учреждения здравоохранения «Гродненская областная инфекционная клиническая больница».
2008—2009 гг. — ассистент кафедры фтизиатрии с курсом профпатологии в учреждении образования «Гродненский государственный медицинский университет» по совместительству.
2013—2015 гг. — ассистент кафедры общественного здоровья и здравоохранения в учреждении образования «Гродненский государственный медицинский университет» по совместительству.
2015 г. по настоящее время — доцент кафедры общественного здоровья и здравоохранения в учреждении образования «Гродненский государственный медицинский университет» по совместительству.
2017 г. — присвоено ученое звание доцент по специальности «Профилактическая медицина»
2017—2019 гг. — переподготовка на уровне высшего образования в Академии управления при Президенте Республики Беларусь.
2018—2020 гг. — начальник главного управления здравоохранения Гродненского областного исполнительного комитета.
23.09.2020—6.12.2021 гг. — ректор учреждения образования «Гродненский государственный медицинский университет».
2014—2018 гг. — депутат Гродненского областного совета депутатов.
2016—2019 гг. — член Совета Республики Национального Собрания Республики Беларусь.
6 декабря 2021 года назначена Александром Лукашенко на должность Первого заместителя министра здравоохранения Республики Беларусь.
В 2024 году была назначена директором РНПЦ пульмонологии и фтизиатрии.

## Научная и практическая деятельность
Врач-организатор здравоохранения высшей квалификационной категории (2007).
Научные исследования посвящены проблемам физиатрии, инфекционным заболеваниям, организации здравоохранения.
Е. Н. Кроткова — автор более 140 научных работ, в том числе 17-ти рационализаторских предложений, 2-х изобретений, 1-й инструкции по применению.
Входит в составы редакционной коллегии «Журнала Гродненского государственного медицинского университета» и редакционного совета журнала «Проблемы здоровья и экологии».

## Награды и звания
- Знак «Отличник здравоохранения Республики Беларусь» (2008)
- Юбилейная медаль «115 гадоў прафсаюзнаму руху Беларусі» (2019)
- Юбилейная медаль «75 гадоў вызвалення Беларусі ад нямецка-фашысцкіх захопнікаў» (2019)
- Нагрудный знак «За заслугі ў развіцці галіновага прафсаюзу» (2020)
- Почётная грамота Национального собрания Республики Беларусь (2015)
- Почётная грамота Гродненского областного исполнительного комитета (2020)
- Почётная грамота Гродненского областного Совета депутатов (2017)
- Почётная грамота Гродненского городского исполнительного комитета (2009)
- Почётная грамота Управления здравоохранения Гродненского областного исполнительного комитета (2009)
- Почётная грамота Гродненской областной организации Белорусского общества Красного Креста (2015)
- Почётная грамота Гродненской областной организации Белорусского профсоюза работников здравоохранения (2017)
- Почётная грамота Гродненского государственного медицинского университета (2016)